# Spoon
Spoon é uma banda estadunidense de indie rock formada em 1994, em Austin, Texas. É composta por Britt Daniel (vocal, guitarra); Jim Eno (bateria); Alex Fischel  (teclado, guitarra, vocal de apoio), Gerardo Larios (guitarra, teclado, vocal de apoio) e Ben Trokan (baixo, teclado). A banda possui um estilo próprio, muitas vezes definido como  underground. O nome "Spoon" é uma homenagem a música homônima da banda alemã de rock Can.

## História
Spoon começou como uma banda de indie rock fortemente influenciada pelo som de bandas de rock alternativo como Pixies, mas no início dos anos 2000 havia desenvolvido o seu próprio som e estilo, motivada tanto pela influência de bandas do punk rock britânico como Wire e Gang of Four como pelo boom da música alternativa dos anos 1990. A banda é conhecida por sua perseverança heroica diante do abandono de uma grande gravadora, quando se tornou um sucesso comercial após a passagem de volta para uma gravadora independente.
O lançamento do álbum Transference ocorreu no dia 18 de Janeiro de 2010. O nome do álbum se refere ao conceito freudiano de projeção de sentimentos por uma pessoa ou coisa a outra. Também é o termo utilizado para descrever quando um paciente desenvolve uma ligação romântica e idealizada com seu psicanalista, confundindo a intimidade desta relação com amor real.
Spoon lançou seu oitavo LP, They Want My Soul, em 5 de agosto de 2014. Foi seu primeiro disco lançado pela Loma Vista Recordings, depois de cinco discos pela Merge. Foi gravado com Joe Chiccarelli e Dave Fridmann. O álbum também foi classificado em 13º lugar na lista das 50 Melhores Novas Músicas da Pitchfork de 2014.
Em Março de 2017 lançaram seu nono disco, intitulado Hot Thoughts. O lançamento se deu através da Matador Records, gravadora na qual o grupo havia produzido o seu debut Telephono. Em junho de 2019, a banda anunciou, também pela Matador Records, o lançamento do álbum Everything Hits at Once: The Best of Spoon, uma coletânea dos maiores sucessos da banda juntamente com o novo single No Bullets Spent.
A banda começou a gravar seu décimo álbum Lucifer on the Sofa no final de 2018, no estúdio do baterista Jim Eno com os produtores Mark Rankin e Justin Raisen. Estava quase concluído no início de 2020, mas teve a produção interrompida devido à pandemia de COVID-19. Em 28 de outubro de 2021 o álbum foi anunciado, com o single The Harder Cut sendo lançado no mesmo dia. O álbum foi lançado em 11 de fevereiro de 2022. Em novembro de 2022, a banda lançou uma versão dub do álbum, intitulada Lucifer on the Moon. O álbum é composto por faixas remixadas por Adrian Sherwood. Em novembro de 2022, Lucifer on the Sofa foi indicado a Melhor Álbum de Rock no Grammy Awards de 2023, sendo a primeira indicação da banda ao Grammy.
Em maio de 2023, Spoon anunciou o EP Memory Dust, que contém três canções que a banda iniciou durante as mesmas sessões de Lucifer on the sofa, mas que ficaram inacabadas.

## Discografia

### Álbuns
| Ano  | Album               | USA | Selo       |
| ---- | ------------------- | --- | ---------- |
| 1996 | Telephono           | -   | Matador    |
| 1998 | A Series of Sneaks  | -   | Elektra    |
| 2001 | Girls Can Tell      | -   | Merge      |
| 2002 | Kill the Moonlight  | -   | Merge      |
| 2005 | Gimme Fiction       | 44  | Merge      |
| 2007 | Ga Ga Ga Ga Ga      | 10  | Merge      |
| 2010 | Transference        | 4   | Merge      |
| 2014 | They Want My Soul   | 4   | Loma Vista |
| 2017 | Hot Thoughts        | 17  | Matador    |
| 2022 | Lucifer on the Sofa | 38  | Matador    |

### EPs
- The Nefarious EP (1994, Fluffer)
- Soft Effects (1997, Matador)
- 30 Gallon Tank (1998, Elektra)
- Love Ways (2000, Merge)
- Get Nice! (2007, Matador)
- Don't You Evah (2008, Merge)
- Got Nuffin (2009, Merge)
- Memory Dust (2023, Matador)

### Singles
- "All the Negatives Have Been Destroyed" (7"/CD5, 1996)
- "Not Turning Off" (7", 1996)
- "Anticipation" (7", 1998)
- "The Agony of Laffitte" (CD5, 1998, Saddle Creek)
- "Anything You Want" (7"/CD5, 2001)
- "Everything Hits at Once" (CD5, 2001)
- "Car Radio" / "Advance Cassette" (CD5, 2001)
- "Text Later" / "Shake It Off" (split 7", 2002)
- "Someone Something" (7", 2002)
- "Jonathon Fisk" (CD5, 2002)
- "Stay Don't Go" (CD5, 2003)
- "The Way We Get By" (CD5, 2003)
- "I Turn My Camera On" (7"/CD5, 2005)
- "My First Time, Vol. 3" (digital single, 2005)
- "Sister Jack" (UK and US, 7"/CD5, 2005)
- "The Underdog" (UK and US, digital single/7" promo, 2007) #26 USA Alternative Songs
- "You Got Yr. Cherry Bomb" (Europe and Australia, digital single, 2007)
- "Don't You Evah" (digital single (Diplo Mix), 2007; CD5, 2008) #33 USA Alternative Songs
- "Written in Reverse" (UK and US, 7", 2010)